# Станишич, Йосип
Йо́сип Ста́нишич (хорв. Josip Stanišić [jǒsip stǎniʃitɕ]; род. 2 апреля 2000, Мюнхен) — немецкий и хорватский футболист, защитник мюнхенской «Баварии» и сборной Хорватии. Участник чемпионата мира 2022 и чемпионата Европы 2024.

## Ранние годы
Начинал заниматься футболом в местном клубе «Перлах». С 2009 года играл за молодёжные команды клуба «Мюнхен 1860» вплоть до лета 2015 года. В возрасте пятнадцати лет стал выступать за «Фюрстенфельдбрук». В январе 2017 года подписал контракт с «Баварией», однако во время подготовки ко второй части юниорского чемпионата получил перелом лодыжки и выбыл до конца сезона.
Летом 2018 года принимал участие в предсезонном турне в составе основной команды «Баварии», в том числе сыграл в двух матчах в Клагенфурте и Филадельфии. Тем не менее, он продолжил играть в молодёжной команде, став её капитаном. В январе 2019 года перенёс операцию на паху, в результате чего отсутствовал несколько недель. По результатам сезона команда заняла четвёртое место.

## Клубная карьера
26 июля 2019 года дебютировал на профессиональном уровне в третьей лиге за мюнхенскую «Баварию II», выйдя на замену Ангело Майеру в перерыве домашнего матча против клуба «Юрдинген 05» (2:1).
10 апреля 2021 года дебютировал в Бундеслиге за основную команду «Баварии», выйдя в стартовом составе на позиции левого защитника в матче против берлинского «Униона» (1:1). 1 июля подписал полноценный контракт с клубом на два года.
Во время предсезонной подготовки произвёл впечатление на тренера «Баварии» Юлиана Нагельсманна, в результате было принято решение, что он останется в команде, хотя изначально планировалось, что игрок будет отдан в аренду «Хайденхайму». 13 августа 2021 года вышел в стартовом составе на позиции правого защитника в первом туре чемпионата в матче против мёнхенгладбахской «Боруссии» (1:1). Четыре дня спустя он снова вышел в стартовом составе в матче против дортмундской «Боруссии» (3:1), по результатам которого «Бавария» выиграла Суперкубок Германии.
14 сентября 2021 года дебютировал в Лиге чемпионов в матче против «Барселоны» (3:0), выйдя на замену вместо Никласа Зюле. 15 октября продлил контракт с «Баварией» на четыре года.
14 мая 2022 года забил свой первый гол за «Баварию» в матче против «Вольфсбурга» (2:2). 12 ноября продлил соглашение с клубом до 2026 года.
20 августа 2023 года Станишич отправился в аренду сроком на один сезон в клуб «Байер 04». 26 августа в матче против менхенгладбахской «Боруссии» он дебютировал за леверкузенский клуб. 
10 февраля 2024 года отличился в матче против «Баварией», которой принадлежал. 14 апреля 2024 года стал чемпионом Германии в составе «Байера 04».

## Карьера в сборной
Станишич имеет немецкое и хорватское гражданство. Несмотря на то, что ранее Станишич выступал за сборную Германии до 19 лет, 23 августа 2021 года Игорь Бишчан вызвал его в сборную Хорватии до 21 года для участия в отборочных матчах на Евро-2023 против Азербайджана и Финляндии. Однако игрок не смог дебютировать из-за травмы.
20 сентября 2021 года Златко Далич вызвал Станишича в сборную Хорватии на отборочные матчи чемпионата мира по футболу против Кипра и Словакии. Дебютировал за сборную Хорватии в матче против Кипра (3:0), проведя на поле все 90 минут.
9 ноября 2022 года вошёл в состав сборной на чемпионат мира по футболу в Катаре. В рамках мирового первенства сыграл в матче за третье место против Марокко (2:1).

## Личная жизнь
Родители Станишича Дамир и Сандра — хорваты из Славонски-Брода. У Йосипа есть младшая сестра, его дед работал арбитром-любителем по футболу.

## Достижения
«Бавария II»
- Победитель третьей лиги Германии: 2019/20

«Бавария»
- Чемпион Германии (4): 2020/21, 2021/22, 2022/23, 2024/25
- Обладатель Суперкубка Германии  (3): 2021, 2022, 2025

«Байер 04»
- Чемпион Германии: 2023/24
- Финалист Лиги Европы УЕФА: 2023/24
- Обладатель Кубка Германии: 2023/24

Сборная Хорватии
- Бронзовый призёр чемпионата мира: 2022

Личные
- Орден Хорватской звезды с ликом Франьо Бучара (15 ноября 2023 года)[31].

## Статистика выступлений

### Клубная статистика
| Выступление      | Выступление      | Выступление      | Чемпионат | Чемпионат | Кубки | Кубки | Прочие | Прочие | Итого | Итого |
| Клуб             | Лига             | Сезон            | Игры      | Голы      | Игры  | Голы  | Игры   | Голы   | Игры  | Голы  |
| ---------------- | ---------------- | ---------------- | --------- | --------- | ----- | ----- | ------ | ------ | ----- | ----- |
| Бавария II       | Третья лига      | 2019/20          | 18        | 0         | 0     | 0     | 0      | 0      | 18    | 0     |
| Бавария II       | Третья лига      | 2020/21          | 24        | 0         | 0     | 0     | 0      | 0      | 24    | 0     |
| Бавария II       | Итого            | Итого            | 42        | 0         | 0     | 0     | 0      | 0      | 42    | 0     |
| Бавария          | Бундеслига       | 2020/21          | 1         | 0         | 0     | 0     | 0      | 0      | 1     | 0     |
| Бавария          | Бундеслига       | 2021/22          | 13        | 1         | 2     | 0     | 2      | 0      | 17    | 1     |
| Бавария          | Бундеслига       | 2022/23          | 14        | 0         | 1     | 0     | 8      | 0      | 23    | 0     |
| Бавария          | Итого            | Итого            | 28        | 1         | 3     | 0     | 10     | 0      | 41    | 1     |
| Всего за карьеру | Всего за карьеру | Всего за карьеру | 70        | 1         | 3     | 0     | 10     | 0      | 83    | 1     |

1. ↑  Кубок Германии, Суперкубок Германии.
2. ↑  Лига чемпионов УЕФА.

### Статистика за сборную
| Сборная  | Год   | Матчи | Голы |
| -------- | ----- | ----- | ---- |
| Хорватия | 2021  | 3     | 0    |
| Хорватия | 2022  | 5     | 0    |
| Всего    | Всего | 8     | 0    |

### Список матчей за сборную
| Матчи Йосипа Станишича за национальную сборную Хорватии | Матчи Йосипа Станишича за национальную сборную Хорватии | Матчи Йосипа Станишича за национальную сборную Хорватии | Матчи Йосипа Станишича за национальную сборную Хорватии | Матчи Йосипа Станишича за национальную сборную Хорватии | Матчи Йосипа Станишича за национальную сборную Хорватии | Матчи Йосипа Станишича за национальную сборную Хорватии | Матчи Йосипа Станишича за национальную сборную Хорватии |
| №                                                       | Дата                                                    | Соперник                                                | Счёт                                                    | Голы                                                    | Карточки                                                | Минуты                                                  | Соревнование                                            |
| ------------------------------------------------------- | ------------------------------------------------------- | ------------------------------------------------------- | ------------------------------------------------------- | ------------------------------------------------------- | ------------------------------------------------------- | ------------------------------------------------------- | ------------------------------------------------------- |
| 1                                                       | 8 октября 2021                                          | Кипр                                                    | 3:0                                                     | —                                                       | 61'                                                     | 90'                                                     | Отборочные матчи ЧМ-2022                                |
| 2                                                       | 11 октября 2021                                         | Словакия                                                | 2:2                                                     | —                                                       | —                                                       | 67'                                                     | Отборочные матчи ЧМ-2022                                |
| 3                                                       | 14 ноября 2021                                          | Россия                                                  | 1:0                                                     | —                                                       | —                                                       | 86'                                                     | Отборочные матчи ЧМ-2022                                |
| 4                                                       | 10 июня 2022                                            | Дания                                                   | 1:0                                                     | —                                                       | 75'                                                     | 46'                                                     | Лига наций УЕФА 2022/23. Групповой этап                 |
| 5                                                       | 13 июня 2022                                            | Франция                                                 | 1:0                                                     | —                                                       | —                                                       | 90'                                                     | Лига наций УЕФА 2022/23. Групповой этап                 |
| 6                                                       | 25 сентября 2022                                        | Австрия                                                 | 3:1                                                     | —                                                       | —                                                       | 90'                                                     | Лига наций УЕФА 2022/23. Групповой этап                 |
| 7                                                       | 25 сентября 2022                                        | Саудовская Аравия                                       | 1:0                                                     | —                                                       | —                                                       | 90'                                                     | Товарищеский матч                                       |
| 8                                                       | 17 декабря 2022                                         | Марокко                                                 | 2:1                                                     | —                                                       | —                                                       | 90'                                                     | ЧМ-2022. Матч за 3-е место                              |

Итого: 8 матчей / 0 голов; 7 побед, 1 ничья, 0 поражений.